# Jurij Krymarenko
Jurij Krymarenko (ukrajinsky Юрій Кримаренко; * 11. srpna 1983, Berdyčiv) je ukrajinský atlet, jehož specializací je skok do výšky.

## Kariéra
V roce 2005 získal bronzovou medaili na mistrovství Evropy do 23 let v německém Erfurtu. Zlato zde tehdy vybojoval Jaroslav Bába. V témže roce zaznamenal největší úspěch své kariéry na světovém šampionátu v Helsinkách. Ve finále jako jediný překonal 232 cm a získal zlatou medaili. O stříbro se podělili Rus Jaroslav Rybakov a Kubánec Víctor Moya, kteří skočili 229 cm.
V roce 2008 reprezentoval na letních olympijských hrách v Pekingu. V kvalifikaci však překonal jen 215 cm a do finále nepostoupil. O rok později skončil první na mistrovství Evropy družstev v portugalském městě Leiria, kde zvítězil výkonem 231 cm. Na mistrovství světa v Berlíně 2009 i na halovém MS 2010 v Dauhá neprošel sítem kvalifikace. Na evropském šampionátu v Curychu v roce 2014 obsadil v soutěži výškařů šesté místo.
Je trojnásobným ukrajinským šampionem ve skoku do výšky v hale i na pod širým nebem.

## Osobní rekordy
- hala – 234 cm – 14. února 2007, Bydhošť
- dráha – 233 cm – 26. června 2005, Langen